# Sommet entre les États-Unis et la Russie à Genève en 2021
Pour les articles homonymes, voir Sommet entre les États-Unis et la Russie.
Le sommet entre les États-Unis et la Russie à Genève en 2021 (connu en anglais aussi sous Geneva 2021) est une rencontre entre le président des États-Unis Joe Biden et le président russe Vladimir Poutine, ayant lieu le 16 juin 2021 à Genève (Suisse).

## Contexte
Il s'agit de la première rencontre entre Joe Biden et Vladimir Poutine depuis que Biden est arrivé à la Maison-Blanche en janvier 2021.

## Préparatifs
S'adressant à des militaires américains stationnés en Grande-Bretagne, juste avant son voyage à Genève, Joseph Biden déclare : « Nous ne recherchons pas de conflit avec la Russie, nous voulons une relation stable et prévisible. Nos pays ont une énorme responsabilité, notamment celle d'assurer la stabilité stratégique et de maintenir les accords de maîtrise des armements »,.
Quelques jours avant le sommet, Vladimir Poutine nie, dans une interview avec NBC News, la responsabilité de cyberattaques ayant eu lieu auparavant contre les États-Unis. Plus tôt, il avait déclaré que ces accusations du côté occidental étaient une tentative de provoquer un conflit à l'approche du sommet.

## Délégations

### Délégation des États-Unis

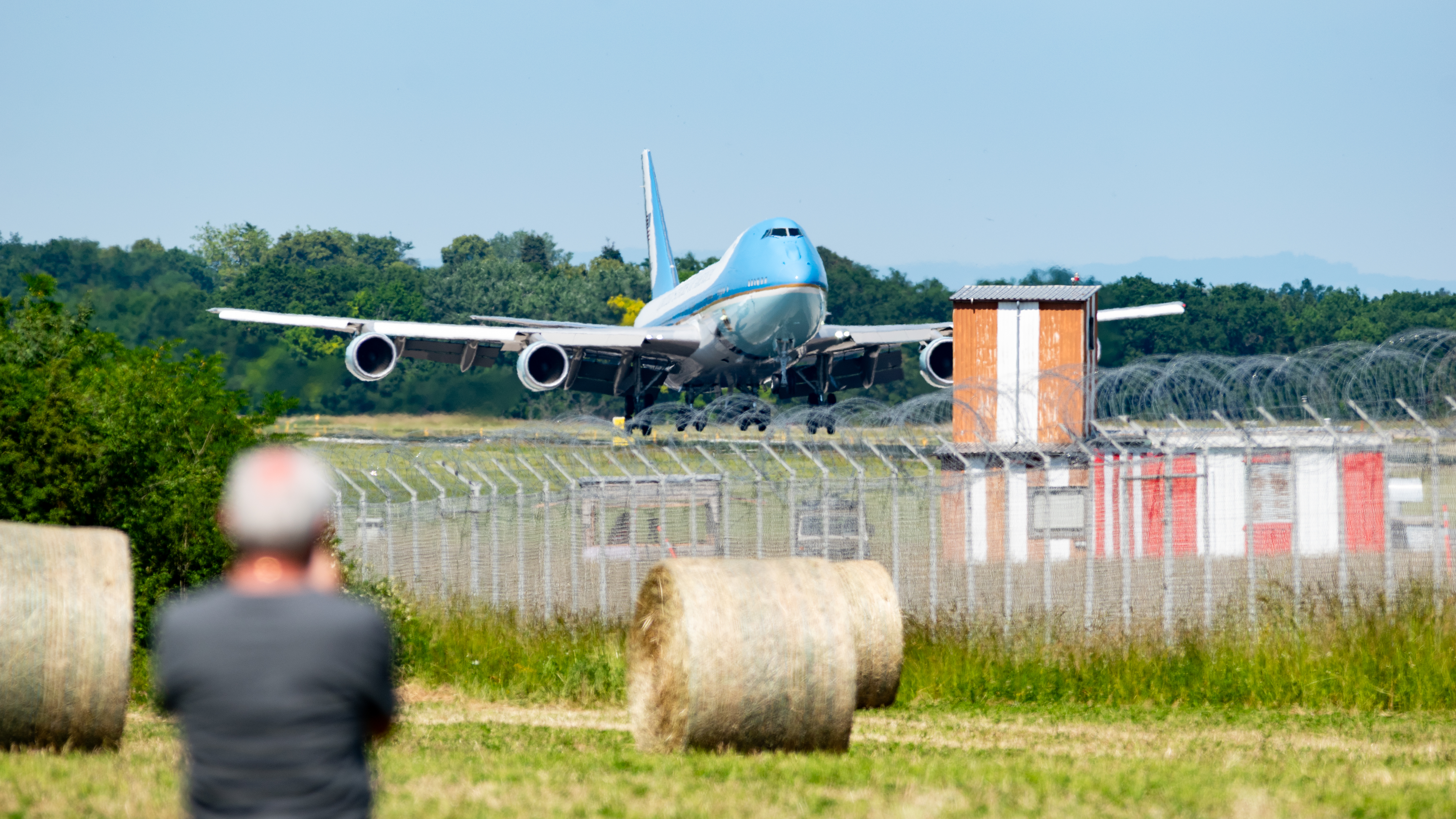
Atterrissage d'Air Force One à l'aéroport de Genève, la veille du sommet.

- Le président des États-Unis Joseph Biden[5]
- Le secrétaire d'État des États-Unis Antony Blinken[5]
- Le conseiller à la sécurité nationale du président des États-Unis Jake Sullivan[5]
- La représentante officielle du département d'État des États-Unis Victoria Nuland[5]
- L'ambassadeur des États-Unis en Russie John Sullivan[5]
- Le directeur principal des affaires de la Russie auprès du conseil de sécurité nationale des États-Unis Eric Green[6]
- Le directeur des affaires de la Russie auprès du conseil de sécurité nationale des États-Unis Stergos Kaloudis[6]

### Délégation de la Russie
- Le président de la fédération de Russie Vladimir Poutine[5]
- Le ministre des Affaires étrangères de la fédération de Russie Sergueï Lavrov[5]
- Le conseiller du président de la fédération de Russie sur les questions de politique étrangère Iouri Ouchakov[5]
- L'ambassadeur de la fédération de Russie aux États-Unis Anatoli Antonov[5]
- Le porte-parole du président de la fédération de Russie Dmitri Peskov[5]
- Le vice-ministre des Affaires étrangères de la fédération de Russie Sergueï Riabkov[5]
- Le directeur adjoint de l'administration du président de la fédération de Russie Dmitri Kozak[5]
- Le chef de l'état-major général des forces armées de la fédération de Russie Valeri Guerassimov[5]
- Le représentant spécial du président de la fédération de Russie sur les affaires de la Syrie Alexandre Lavrentiev[5]

## Réunion et thèmes abordés
Les discussions durent trois heures et demie au total, ce qui est moins que prévu. Joseph Biden offre au président Poutine une paire de lunettes de soleil sur mesure et une sculpture de cristal représentant un bison.
Il y a d'abord une première session en petit comité comprenant aussi Blinken et Lavrov, puis une seconde session avec des participants en plus grand nombre.
Il est convenu de commencer les discussions par le thème des armements nucléaires et de la cybersécurité,,.
Après que le président américain Joe Biden a qualifié Vladimir Poutine de « tueur » en mars 2021 et qu'en conséquence Moscou a rappelé son ambassadeur Anatoli Antonov le 17 mars 2021, la décision du retour d'Antonov à Washington est prise au sommet de Genève et de même pour la partie adverse. La question d'Alexeï Navalny n'est pas abordée. Les parties n'informent pas la presse sur la question de savoir si le problème de l'Ukraine a été ou non officiellement traité au cours de ce sommet.

## Réactions
Selon la Radio télévision suisse, le sommet est globalement bien accueilli aux États-Unis et en Russie, les échanges qualifiés de « constructifs », même si la rencontre ne débouche pas sur un accord signé par les deux chefs d'État.

### Réactions en Russie
Selon une revue de presse effectuée par le journal suisse Le Temps, le sommet est présenté comme un succès pour Vladimir Poutine.